# Nationaal park Tyresta
Nationaal park Tyresta (Zweeds: Tyresta Nationalpark) ligt op zo'n 20 kilometer afstand ten oosten van het centrum van Stockholm. Het gebied wordt gekenmerkt door riftbekkens, wat typisch is voor het centrum van Zweden. In het park leven zo'n 80 vogelsoorten, waaronder het auerhoen, verschillende spechten en uilen. In 1999 ging zo'n tien procent van het park verloren door een brand. Na tien jaar heeft dit deel van het park nog altijd een spookachtige verschijning.